# 埃爾瑟巴赫河
50°9′35.41″N 9°20′54.83″E / 50.1598361°N 9.3485639°E

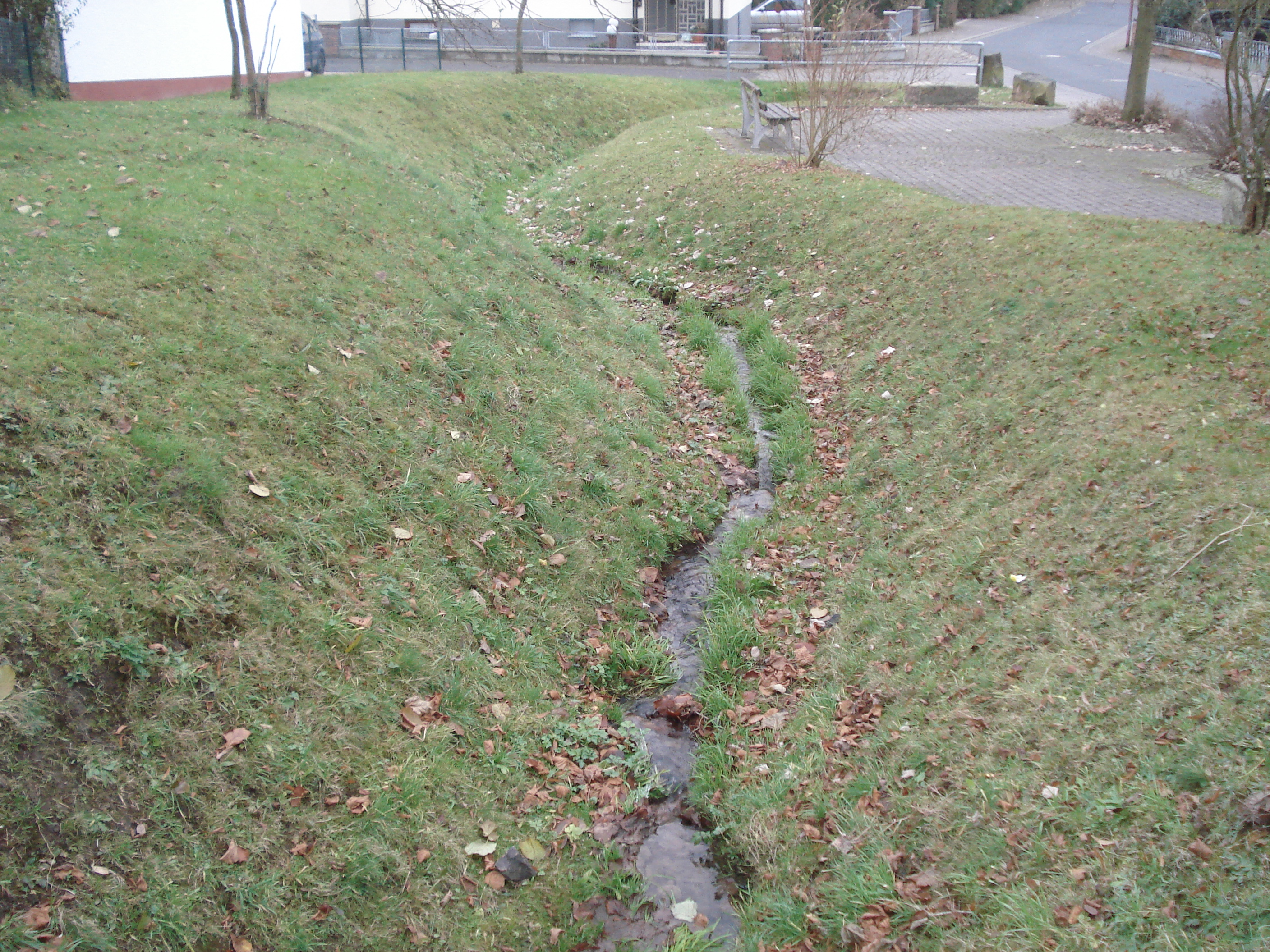

埃爾瑟巴赫河（德語：Elsebach），是德國的河流，位於該國中部，由黑森州負責管轄，該河流屬於比伯河的右支流，河道全長0.5公里，流域面積0.9平方公里。